# Imamzade Schah Yalan
Das Imamzade Schah Yalan (persisch امامزاده شاه یلان Emamsade Schah Yalan, IPA:  [ɛmɑmzɑdɛ ʃɑh jælɑn]) ist ein 1498 errichtetes Imamzade in der iranischen Stadt Kaschan. Es befindet sich im Basar von Kaschan. Auf der geschnitzten Holztruhe, der auf dem Grabmal steht, ist das Datum 951 der Islamischen Zeitrechnung (1544 der Gregorianischen Zeitrechnung) zu lesen.